# Le Peintre

Le Peintre : guide du collectionneur, créé en 1952, était un bimensuel parisien dirigé par son fondateur Jean Chabanon. Domicilié au 42 rue Pasquier, Paris 8e, Le Peintre a paru pendant toute la seconde moitié du XXe siècle jusqu'à la mort de son fondateur. À l'époque où cette revue a commencé à paraître, Paris représentait 60 % du marché de l'art et Le peintre se définissait comme « l'unique revue au monde consacrée au domaine de la peinture ».
Le comité de rédaction, avec pour rédacteur en chef Yvonne Bligné, était composé essentiellement de peintres comme Henri Therme, Jean-Luc Michaud ou André Trèves. Quelques historiens de l'art, comme Patrice Dubois, ont apporté leur contribution. En quelques pages, Le Peintre permettait au lecteur de connaître l'ensemble des expositions et de l'actualité artistique sur l'ensemble du territoire français. La lecture de ses numéros permet d'être documenté sur le suivi et l'évolution de peintres qui sont aujourd'hui reconnus.